# Raw (série télévisée)
Raw est un feuilleton télévisé irlandais en 30 épisodes de 45 minutes créé par Lisa McGee et diffusé entre le 8 septembre 2008 et le 10 février 2013 sur RTÉ.
Ce feuilleton est inédit dans tous les pays francophones.

## Synopsis
Raw raconte la vie quotidienne d'un restaurant baptisé Raw, à Dublin.

## Distribution

### Acteurs principaux
- Keith McErlean (en) : Shane Harte
- Charlene McKenna : Jojo Harte
- Damon Gameau : Geoff Mitchell
- Aisling O'Sullivan (en) : Fiona Kelly (saisons 2 à 5)
- Kryštof Hádek (en) : Pavel Rebien (saisons 1 à 4)
- Kelly Gough (en) : Kate Kelly (saisons 2 à 5)
- Ger Ryan (en) : Maeve Harte (saisons 3 à 5)
- Liam Garrigan : Bobby Breen (saisons 1 à 3)
- Joe Doyle : Richard O'Donnell (saisons 1 à 3)
- James Akpotor : Tiny (saisons 1 à 3)

### Acteurs récurrents
- Paul Reid : Dylan Maguire (saisons 2 et 3)
- Tara Lee : Emma Kelly (saisons 4 et 5)
- Sam Keeley : Philip (saisons 4 et 5)
- Brian Doherty : Ed (saisons 4 et 5)
- Dominique McElligott : Rebecca Marsh (saison 1)
- Michael Colgan : Mal Martin (saison 1)
- Shelley Conn : Tanya Martin (saison 1)
- Padraic Delaney : Ray Cronin (saison 3)
- Michael Malarkey : Anthony (saison 4)
- Conor Mullen : Larry Dean (saisons 3 et 4)

## Épisodes
Chaque saison est composée de 6 épisodes, sans titre spécifique.